# Sun Princess (2024)
Sun Princess es un crucero de la clase Sphere operado por Princess Cruises, una subsidiaria de Carnival Corporation & plc, y es el tercer barco que navega para la línea de cruceros con este nombre. La construcción del Sun Princess se ordenó el 23 de julio de 2018 a Fincantieri y fue construido en el astillero Fincantieri en Monfalcone, Italia, y entró en servicio en 2024.

## Historial operativo
El Sun Princess realizó su viaje inaugural el 28 de febrero de 2024, 20 días después de su debut previsto, navegando por el mar Mediterráneo.